# Sportåret 2003

## Händelser

### Allmänt
- 20 januari - Svenska Idrottsgalan blir framför allt friidrottarnas kväll.[1]
- 2 juni - Norska Idrettstinget förbjuder träning i höghöjdshus.[1]
- 22 november - Svenskar och finländare motionerar mest inom EU enligt ny undersökning bland 16 000 medborgare. Sämst är Grekland och Portugal, där bara en av fem säger sig utöva någon form av idrott.[2]

### Amerikansk fotboll
- Tampa Bay Buccaneers besegrar Oakland Raiders med 48 – 21  i Super Bowl XXXVII. (Final för 2002.)
- Arlanda Jets besegrar Carlstad Crusaders med 14 - 7 i SM-finalen på Kristinebergs IP i Stockholm.

#### NFL:s slutspel
- I slutspelet deltar från och med 1990 12 lag. I slutspelets omgång I deltar två Wild Cards som möter de divisionssegrare som seedats som nummer tre och fyra. Tredje seedade lag möter lag sex och lag fyra möter lag fem. De lag som seedats som etta och tvåa går direkt till omgång II.

##### NFC (National Football Conference)
- - Lagen seedades enligt följande
- 1 Philadelphia Eagles
- 2 St. Louis Rams
- 3 Carolina Panthers
- 4 Green Bay Packers
- 5 Seattle Seahawks (Wild Card)
- 6 Dallas Cowboys (Wild Card)
  - Omgång I (Wild Cards)
- Carolina Panthers besegrar Dallas Cowboys med 29 – 10
- Green Bay Packers besegrar Seattle Seahawks med 33 – 27 (efter förlängning)
  - Omgång II
- Philadelphia Eagles besegrar Green Bay Packers med 20 – 17  (efter förlängning)
- Carolina Panthers besegrar St Louis Rams med 29 – 23 (i andra förlängningen)
  -     - Omgång III
- Carolina Panthers besegrar Philadelphia Eagles med 14 – 3   i NFC-finalen

##### AFC (American Football Conference)
- - Lagen seedades enligt följande
- 1 New England Patriots
- 2 Kansas City Chiefs
- 3 Indianapolis Colts
- 4 Baltimore Ravens
- 5 Tennessee Titans (Wild Card)
- 6 Denver Broncos (Wild Card)
  - Omgång I (Wild Cards)
- Tennessee Titans besegrar Baltimore Ravens med 20 – 17
- Indianapolis Colts besegrar Denver Broncos med 41 – 10
  - Omgång II
- New England Patriots besegrar Tennessee Titans med 17 – 14
- Indianapolis Colts besegrar Kansas City Chiefs med 38 – 31
  - Omgång III
- New England Patriots besegrar Indianapolis Colts med 24 - 14  i AFC-finalen

### Bandy
- 15 mars - AIK blir svenska mästare för damer genom att i finalen besegra Sandvikens AIK med 10-0 på Studenternas IP i Uppsala.[3][4]
- 16 mars - Sandvikens AIK blir svenska mästare för herrar genom att i finalen besegra Hammarby IF med 6-4 på Studenternas IP i Uppsala.[5][6]
- 30 mars - Sverige vinner världsmästerskapet efter finalvinst mot Ryssland med 5-4 i Archangelsk medan Kazakstan vinner matchen om bronsmedaljerna mot Finland med 4-1.[7]
- 22 september - Edsbyn Arena invigs och blir Sveriges första bandyhall.[8]
- 26 oktober
  - HK Vodnik från Ryssland vinner World Cup genom att i finalen besegra Sandvikens AIK, Sverige med 4-3.[9]
  - Italien inträder i Internationella bandyförbundet.[10]

### Baseboll
- 25 oktober - National League-mästarna Florida Marlins vinner World Series med 4-2 i matcher över American League-mästarna New York Yankees.[11]

### Basket
- 15 april - Solna Vikings blir svenska mästare för herrar.[1]
- 15 juni - San Antonio Spurs vinner NBA-finalserien mot Philadelphia 76ers.[12]
- 14 september - Litauen vinner herrarnas Europamästerskap genom att finalslå Spanien med 93-84 i Stockholm.[13]
- 28 september - Ryssland vinner damernas Europamästerskap genom att finalslå Tjeckien med 59-56 i Grekland.[14]
- 08 Stockholm Human Rights blir svenska mästare för damer.

### Bowling
- 13 september - Sveriges tvåmannalag, Tomas Leandersson och Anders "Linus" Öhman, tar VM-guld i Malaysia.
- 18 september - Det svenska damlaget med Eva Jönsson, Helen Johnsson, Christel Carlsson, Linda Haglund och Malin Glendert tar VM-silver i Malaysia.
- 18 september - Det svenska femmannalaget med Anders "Linus" Öhman, Martin Blixt, Martin Larsson, Patrick Backe och Tomas Leandersson tar VM-guld i Malaysia.
- 18 september - Anders 'Linus' Öhman tar ett individuellt VM-guld i "all events" i Malaysia.

### Boxning
- 4 oktober - Sebastian Lujan, Argentina besegrar Paolo Roberto, Sverige i kampen om WBO:s interkontinentalbälte i weltervikt.[2]

### Brottning
- 4 oktober - Ara Abrahamian tar VM-silver i 86-kilosklassen i Creteil, Frankrike
- 5 oktober - Martin Lidberg tar VM-guld i 96-kilosklassen i Creteil, Frankrike

### Curling
- 16 november - Stocksunds CK vinner i Stocksund European Masters.[2]
- Kanada blir världsmästare för herrar före Schweiz och Norge. Sverige, som representeras av lag Per Carlsén kommer på femte plats.
- USA blir världsmästare för damer före Kanada och Sverige, som representerades av lag Anette Norberg.
- 13 december - Sverige blir europamästare för damer före Schweiz och Danmark. I det svenska laget ingår utöver skippern Anette Norberg också Eva Lund, Cathrine Norberg, Anna Bergström och Maria Prytz.[2]
- Skottland blir europamästare för herrar före Sverige  och Danmark. I det svenska laget ingår utöver skippern Peter Lindholm också Tomas Nordin, Magnus Swartling, Peter Narup och Anders Kraupp.

### Cykel
- 27 juli - Lance Armstrong, USA vinner Tour de France för femte året i rad.[1]
- 21 september - Susanne Ljungskog, Sverige vinner Toscana runt.[1]
- Gilberto Simoni, Italien vinner Giro d'Italia för andra gången
- Roberto Heras, Spanien vinner Vuelta a España för andra gången
- Igor Astarloa, Spanien vinner linjeloppet vid världsmästerskapen för herrar.
- 8 oktober - Viktor Renäng tar brons i 20 km vid världsmästerskapen för juniorer.
- 11 oktober - Susanne Ljungskog vinner linjeloppet i världsmästerskapen för damer.

### Dragkamp
- 24 september - Sveriges damer tar EM-guld i 520-kilosklassen och EM-silver i 560-kilosklassen i dragkamp i Nederländerna.

### Drakbåtspaddling
- Den 27-31 augusti gick drakbåts-VM för landslag 2003 i Poznan i Polen.

### Fotboll
- 7 januari - Pierluigi Collina från Italien utses för femte året i rad till världens bästa domare.[1]
- 9 januari – Europeisk fotboll har ekonomiska problem, och värst är krisen i SS Lazio.[1]
- 17 maj - Arsenal FC vinner FA-cupfinalen mot Southampton FC med 1-0 på Millennium Stadium i Cardiff.[15]
- 21 maj - FC Porto segrar i Uefacupen genom att i finalen på Estadio Olímpico de Sevilla i Sevilla besegra Celtic FC med 3-2 efter ett så kallat silver goal.[16]
- 28 maj - AC Milan segrar för sjätte gången i Uefa Champions League genom att i finalen på Old Trafford i Manchester besegra Juventus FC med 3-2 efter straffsparkar.[16]
- 17 juni - Manchester United FC säljer David Beckham till Real Madrid.[1]
- 19 juni - FC Barcelona köper Ronaldinho.[1]
- 21 juni - Umeå vinner UEFA Women's Cup genom att besegra DBK Fortuna Hjørring i finalserien.[17]
- 10 juli – Det meddelas att 29-årige Jesper Blomqvist skall spela resten av säsongen för Djurgårdens IF.[1]
- 17 juli – AIK:s Andreas Andersson skadar sitt knä i förlustmatchen mot IFK Göteborg (0-2).[1]
- 13 augusti – På sex veckor har Chelsea FC:s nya ägare Roman Abramovitj från Ryssland pumpat in motsvarande 2,75 miljoner svenska kronor i klubben, och köpt spelare för totalt 966 miljoner svenska kronor.[1]
- 14 augusti - Nicole Petignat blir den första kvinnan att döma en Uefa-match för herrar, matchen AIK-Fylkir på Råsunda i UEFA-cupen.[18]
- 29 augusti – Tyskan Maren Meinert gör landsladscomeback för Tyskland.[1]
- 30 augusti – David Beckham debuterar för Real Madrid och gör 1-0 mot Real Betis.[1]
- 29 juni - FIFA Confederations Cup vinns av Frankrike som i finalen besegrar Kamerun med 1-0 i förlängning i Saint-Denis. På tredje plats kommer Turkiet.[19]

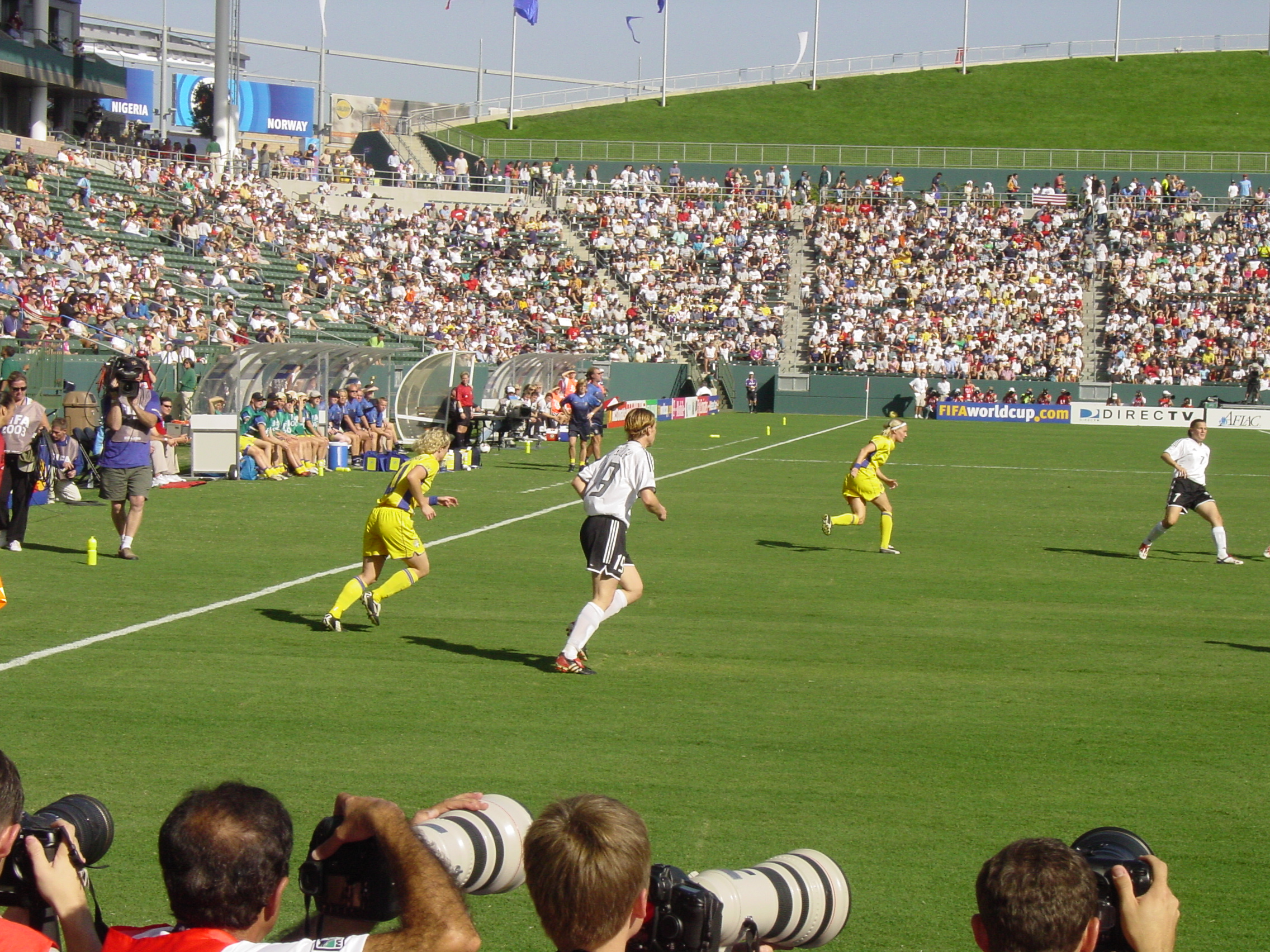
USA besegrar Sverige i gruppspelsmatchen vid dam-VM.

- 12 oktober - Tyskland blir världsmästare för damer genom att i finalen besegra Sverige på ett så kallat golden goal i Carson i Kalifornien. USA tar brons.[20] Det svenska silverlaget hyllas två dagar senare av runt 15 000 människor, bland andra Sveriges statsminister Göran Persson, i Kungsträdgården.
- 19 oktober - Djurgårdens IF säkrar sitt tionde svenska mästerskap för herrar efter att ha besegrat Halmstads BK på Örjans Vall med 3-2[21] inför 10 134 åskådare. Andreas Johansson gör två mål och Kim Källström ett.
- 25 oktober - Djurgården/Älvsjö blir svenska dammästare.[22]
- 1 november
  - IF Elfsborg vinner Svenska cupen för herrar genom att finalslå Assyriska FF med 3-0 på Råsunda fotbollsstadion i Solna.[23][24]
  - Umeå IK vinner Svenska cupen för damer genom att finalslå Malmö FF med 1-0 på Råsunda fotbollsstadion i Solna.[22][25]
- 5 november – AIK tilldöms böter på 60 000 svenska kronor för den hemmagjorda bomb som explorat på en funktionär i förlustmatchen (1-2) mot Djurgårdens IF i Svenska cupen.[2]
- 10 november - Fotbollsgalan hålls i Scandinavium. Olof Mellberg, Aston Villa får Guldbollen och Victoria Svensson, Djurgården/Älvsjö, får Diamantbollen.
- 27 november - David Beckham tilldelas Imperieorden.[2]
- 15 december - Zinedine Zidane, Frankrike, utses på herrsidan till Världens bästa fotbollsspelare för tredje gången medan det på damsidan blir Birgit Prinz, Tyskland.[2]
- Okänt datum – Pavel Nedved, Tjeckien, utses till Årets spelare i Europa.
- Okänt datum – Carlos Tévez, Argentina, utses till Årets spelare i Sydamerika.
- Okänt datum – Samuel Eto'o, Kamerun, utses till Årets spelare i Afrika.
- Okänt datum – Mehdi Mahdavikia, Iran, utses till Årets spelare i Asien.
- Okänt datum – Harry Kewell, Australien, utses till Årets spelare i Oceanien för tredje gången.

### Friidrott
- 8 februari - Kajsa Bergqvist, Sverige noterar nytt nordiskt inomhusrekord i höjdhopp för damer då hon klarar 2.02.[1]
- 18 februari - Kajsa Bergqvist, Sverige noterar nytt nordiskt inomhusrekord i höjdhopp för damer då hon klarar 2.03 på Globengalan.[1]
- 13 april - Paula Radcliffe, Storbritannien damvärldsrekord i maraton då hon vinner damklassen vid London Marathon på tiden 2.15.25.[1]
- 8 juni - Christian Olsson, Sverige noterar nytt svenskt herrekord då han hoppar 17.77 vid tävlingar på Kreta.[1]
- 14 juni - Josphat Chemjor, Kenya vinner herrklassen och Marie Söderström-Lundberg, Sverige vinner damklassen vid Stockholm Marathon.[1]
- 13 juli - Jelena Isinbajeva, Ryssland noterar nytt svenskt damvärldsrekord i stavhopp då hon hoppar 4.82 vid tävlingar i Gateshead.[1]
- 5 juli – Carolina Klüft, Sverige vinner Europacupen i sjukamp för damer i Tallinn med nytt personbästa, 6 692 poäng.[1]
- 23- 31 augusti- Världsmästerskapen avgörs i Paris.[1]
- 5 september - Maria Mutola, Moçambique vinner i Bryssel jackpot på årets sista Golden League.[1]
- 5-6 september - Finnkampen avgörs på Helsingfors Olympiastadion. Finland vinner herrkampen med 205-203, och Sverige vinner damkampen med 208,5-201,5.[1]
- 20 september – Christian Olsson, Sverige vinner längdhopp för herrar vid tävlingar i Moskva och prispengar på 1,2 miljoner svenska kronor då säsongen avslutas.[1]
- 8 december - USA:s friidrottsförbund inför livstidsstraff för allvarliga dopingbrott från 1 januari 2004.[2]
- 10 november  - Tävlingsorganisationen Euro Meeting diskuterar åtgärder mot dopning.[2]
- 22 december – Svenskar utövare väljs till Europas främsta friidrottare 2003, Christian Olsson på herrsidan och Carolina Klüft på damsidan.
- 31 december - Marílson Gomes dos Santos, Kenya vinner herrklassen och Margaret Okayo, Kenya vinner damklassen vid Sylvesterloppet i São Paulo.[26]
- Robert Kipkoech Cheruiyot, Kenya vinner herrklassen vid Boston Marathon.[27] medan Svetlana Zakharova, Ryssland vinner damklassen.[28]

### Fäktning
- 9 oktober - Sveriges herrlag tar VM-brons i värja i Havanna, Kuba.

### Golf

#### Herrar
- Mest vunna prispengar på PGA-touren:  Vijay Singh, Fiji med 7 349 907$
- Mest vunna prispengar på Champions Tour (Senior-touren): Tom Watson, USA med 1 853 108$

##### Majorsegrare
- Masters - Mike Weir, Kanada
- 16 juni - Jim Furyk, USA vinner US Open.[1]
- 20 juli - Ben Curtis, USA vinner British Open.[1]
- PGA Championship - Shaun Micheel, USA

#### Damer
- 23 januari - Annika Sörenstam, Sverige meddelar att hon vill utmana herrarna på PGA-touren.[1]
- 14 september - Europa besegrar USA med 17.5-10.5 vinner i Solheim Cup på Barsebäck GCC.[1]
- 16 november - Annika Sörenstam, Sverige slutar tvåa då hon spelar mot män vid en uppvisningstävling i Singapore.[2]
- Mest vunna prispengar på LPGA-touren: Annika Sörenstam, Sverige med 2 029 506$

##### Majorsegrare
- Kraft Nabisco Championship - Patricia Meunier-Lebouc, Frankrike
- LPGA Championship - Annika Sörenstam, Sverige
- US Womens Open - Hilary Lunke, USA
- 3 augusti - Annika Sörenstam, Sverige vinner British Open.[1]

##### Solheim Cup
- Europa vinner med 17½ - 10½ över USA

### Handboll
- 2 februari - Frankrike blir herrvärldsmästare genom att finalbesegra Tyskland med 34-31 i Lissabon.[29]
- 1 maj - Eslövs IK blir svenska dammästare genom att finalslå Skuru IK med 32-25.[1]
- 22 maj - Redbergslids IK blir för tjugonde gången svenska herrmästare, efter tre raka finalsegrar mot HK Drott.
- 3 juli - Skuru IK:s Veronica Isaksson meddelar att hon lägger av i både Elitserien och svenska landslaget.[1]
- 14 december - Frankrike blir damvärldsmästare genom att finalbesegra Ungern med 32-29 i Zagreb.[30]

### Hästsport

#### Travsport
- 25 maj - Elitloppet avgörs på Solvalla travbana.[1]
- 9 augusti - Solvallas jubileumspokal avgörs på Solvalla travbana.[1]

### Indoorhockey
- Det första världsmästerskapet i indoorhockey spelas i Leipzig. Tyskland vinner både herr- och damkategorin före Polen respektive Nederländerna.

### Innebandy
- 18 april
  - Pixbo blir svenska mästare för herrar genom att besegra Warbergs IC 85 med 8–2 i finalen på Hovet i Stockholm.[31]
  - Balrog IK blir svenska mästare för damer genom att besegra Södertälje IBK med 9–2 i finalen på Hovet i Stockholm.[32]
- 25 maj - Sverige blir damvärldsmästare genom att finalslå Schweiz med 8-1 i Schweiz.[33][34]
- 12 september - IFF ansöker om erkännande hos IOK.[34]
- 30 november - Publikrekord för svenskt seriespel noteras då 5 364 personer i Kinnarps Arena i Jönköing ser matchen Jönköpings IK–AIK i Elitserien för herrar.[34]

### Ishockey
- 5 januari - Ryssland vinner juniorvärldsmästerskapet i Halifax och Sydney genom att finalslå Kanada med 3-2.[35]
- 11 januari – Hailey Wickenheiser från Kanada debuterar för HC Salamat, som första kvinna i seriespel för herrar. Det är hon som spelar fram till 1-1 i matchen.[1]
- 11 februari - Jan Larsson i Brynäs IF noterar nytt poängrekord för Elitserien, 526, vid förlusten med 2-4 mot Södertälje SK.[1]
- 11 mars – Mats Sundin i Toronto Maple Leafs noteras för 1 000 poäng i sin 994:e NHL-match.[1]
- 7 april – Peter Forsberg i Colorado Avalanche vinner Art Ross Trophy som första svensk.[1]
- 3 april - Världsmästerskapet för damer skulle ha spelats i Kina, men ställs in på grund av SARS.[36]
- 7 april - Västra Frölunda HC blir svenska herrmästare efter slutspelsvinst över Färjestads BK med 4 matcher mot 0[37] och hyllas dagen därpå av uppemot 30 000 supportrar på Götaplatsen i Göteborg.
- 11 maj - Kanada blir herrvärldsmästare genom att i finalen besegra Sverige med 3 - 2.  Slovakien kommer på tredje plats.[38]
- 9 juni - Stanley Cup vinns av New Jersey Devils som besegrar Anaheim Ducks med 4 matcher mot 3 i slutspelet.[39]
- 13 juni - NHL Awards delas ut.[1]
- 12 oktober - Stockholm Vit vinner TV-pucken genom att vinna finalen mot Gästrikland i Kempehallen i Örnsköldsvik med 5–2.[40]

### Kanot
- 13 september - Henrik Nilsson och Markus Oscarsson tar VM-guld i K2 1000 meter i Gainesville, USA.

### Konståkning
- 12 september - Lina Johansson, Sverige vinner i Bratislava en junior-GP-deltävling i utklassningsstil.[1]

#### VM
- Herrar – Jevgenij Plusjenko, Ryssland
- Damer – Michelle Kwan, USA
- Paråkning – Shen Xue & Zhao Hongbo, Kina
- Isdans – Shae-Lynn Bourne & Victor Kraatz, Kanada

#### EM
- Herrar – Jevgenij Plusjenko, Ryssland
- Damer – Irina Slutskaja, Ryssland
- Paråkning – Tatjana Totmianina  & Maksim Marinin, Ryssland
- Isdans – Irina Lobatjeva & Ilia Averbuch, Ryssland

### Landhockey
- Lunds LHK Nayan blir svenska mästare på både herr- och damsidan.
- Lunds LHK Nayans herrar blir 7:a i Europacupens C-division som går av stapeln i Sofia, Bulgarien

### Militäridrott
- 27 september - Schweiz vinner guld före Sverige vid inofficiella världsmästerskapen i stridsvagn.[1]

### Modern femkamp
- 2 september - Sverige tar brons i EM i modern femkamp i Tjeckien.

### Motorsport
9 februari - Marcus Grönholm, Finland vinner Svenska rallyt.
- 25 maj - Gil de Ferran, Brasilien vinner Indianapolis 500.[1]
- 15 juni - Tom Kristensen, Rinaldo Capello och Guy Smith vinner Le Mans 24-timmars med en Bentley Speed 8.
- 9 augusti - Sverige vinner lagvärldsmästerskapet i speedway i Vojens.[1]
- 24 augusti - Fernando Alonso, Spanien vinner Ungerns GP i Formel 1-VM, och blir därmed den yngste någonsin att vinna ett Formel 1-lopp.
- 21 september - Kenneth Hansen säkrar EM-segern i rallycross. (en deltävling kvar)
- 24 september - Kaparna från Göteborg blir svenska mästare i speedway.[1]
- 12 oktober - Michael Schumacher tar sin sjätte titel i Formel 1-VM.
- 12 oktober- Kenny Bräck kraschar våldsamt vid Indyracingens säsongsavslutning i Fort Worth, Texas, USA. Bräck har frakturer på nedre delen av ryggen, bröstbenet, högra lårbenet och båda vristerna.[2]
- 9 november - Petter Solberg från Norge vinner Rally-VM, som förste norrman någonsin.
- 22- 23 november - Anders Eriksson vinner Novemberkåsan.[2]

### Orientering
- 26-27 april - Halden SK från Norge vinner herrklassen och Tuurun Suunistajat från Finland vinner damklassen före Tamperen Pyröintö vid Tiomila.[1]
- 3-9 augusti - Världsmästerskapen avgörs i Rapperswil-Jona.[41]

### Ridning
- 21 september - Linda Algotsson tar individuellt EM-silver i Europamästerskapen i fälttävlan 2003  i Punchestown, Irland.

### Rugby
- 22 november - England vinner i Australien VM i rugby union som första lag från norra halvklotet.

### Segling
- 2 mars - Alinghi från Schweiz vinner America's Cup mot Team New Zealand.[1]
- 30 juni - Hiq från Sverige vinner Gotland runt.[1]
- Alinghi vinner Louis Vuitton Cup mot BMW Oracle Racing
- 21 september - Fredrik Lööf och Anders Ekström tar VM-silver i starbåt i Cadiz.

### Simning
- 11-14 december - Vid EM i simning på kort bana i Dublin uppnås följande svenska resultat:

#### Herrar
- 50 m frisim – 4. Stefan Nystrand
- 50 m bröstsim – 6. Stefan Nystrand
- 100 m bröstsim – 4. Martin Gustavsson
- Lagkapp 4 x 50 m frisim – 4. Sverige (David Nordenlilja, Stefan Nystrand, Marcus Piehl och Erik Dorch)
- Lagkapp 4 x 50 m medley – 2. Sverige (Jens Pettersson, Martin Gustavsson, Björn Lundin och Stefan Nystrand)

#### Damer
- 100 m frisim
  - 4. Josefin Lillhage
  - 6. Johanna Sjöberg
- 200 m frisim - 2. Josefin Lillhage
- 400 m frisim - 6. Josefin Lillhage
- 50 m bröstsim – 2. Emma Igelström
- 100 m bröstsim – 4. Emma Igelström
- 50 m fjärilsim
  - 1. Anna-Karin Kammerling
  - 7. Johanna Sjöberg
- 100 m fjärilsim - 2. Johanna Sjöberg
- Lagkapp 4 x 50 m frisim – 2. Sverige  (Claire Hedenskog, Anna-Karin Kammerling, Johanna Sjöberg och Josefin Lillhage)
- Lagkapp 4 x 50 m medley – 1. Sverige  (Emelie Kierkegaard, Johanna Sjöberg, Emma Igelström och Josefin Lillhage

### Skidor, alpina grenar
19 januari - Anja Pärson, Sverige vinner för första gången en världscupdeltävling i storslalom då hon utklassar konkurrenterna i Cortina d'Ampezzo före Janica Kostelić.
26 januari - Anja Pärson, Sverige bombarderas med snöbollar av supportrar till Janica Kostelić, Kroatien vid en världscupdeltävling i Kroatien.
5 mars - Anja Pärson, Sverige lämnar Sverige av skatteskäl och bosätter sig i Monaco.
VM, se världsmästerskapen i alpin skidsport 2003

#### Herrar

##### Världscupen
- Totalsegrare: Stephan Eberharter, Österrike
- Slalom: Kalle Palander, Finland
- Storslalom: Michael von Grünigen, Schweiz
- Super G: Stephan Eberharter, Österrike
- Störtlopp: Stephan Eberharter, Österrike
- Kombination: Bode Miller, USA

##### SM
- Slalom vinns av Per Rönnmark, Luleå AK. Lagtävlingen vinns av IFK Borlänge.
- Storslalom vinns av Patrik Järbyn, Åre SLK & Fredrik Nyberg, Sundsvalls SLK, Lagtävlingen vinns av Sundsvalls SLK.
- Super G vinns av Patrik Järbyn, Åre SLK. Lagtävlingen vinns av Åre SLK.
- Störtlopp vinns av Patrik Järbyn, Åre SLK. Lagtävlingen vinns av Åre SLK.
- Kombination vinns av Charlie Bergendahl, Bjursås IK.

#### Damer

##### Världscupen
- Totalsegrare: Janica Kostelić, Kroatien
- Slalom: Janica Kostelić, Kroatien
- Storslalom: Anja Pärson, Sverige
- Super G: Carole Montillet, Frankrike
- Störtlopp: Michaela Dorfmeister, Österrike
- Kombination: Janica Kostelić, Kroatien

##### SM
- Slalom vinns av Anna Ottosson, Östersund-Frösö SLK. Lagtävlingen vinns av Huddinge SK
- Storslalom vinns av Anja Pärson, Tärna IK Fjällvinden. Lagtävlingen vinns av Huddinge SK.
- Super G vinns av Jessica Lindell-Vikarby, Huddinge SK. Lagtävlingen vinns av Huddinge SK.
- Störtlopp vinns av Anja Pärson, Tärna IK Fjällvinden. Lagtävlingen vinns av Huddinge SK.
- Kombination vinns av Anja Pärson, Tärna IK Fjällvinden.

### Skidor, nordiska grenar
- 24 januari - Idrottens skiljedomstol avslår Johann Mühleggs överklagan mot att han stängts av för doping i två år.[1]
- 22 februari - Ulrica Persson, SK Bore vinner Tjejvasan.[1][42]
- 2 mars - Oskar Svärd, Sollefteå SK vinner herrklassen medan Ulrica Persson, SK Bore vinner damklassen då Vasaloppet avgörs.[42]
- 16 mars - Mathias Fredriksson, Sverige säkrar slutsegern i världscupen i längdskidåkning genom sger i 15-metersloppet vid Lahtisspelen.[1]

#### Herrar
- 18 december - Per Elofsson får retroaktivt bronsmedaljen i jaktstart herrar i Olympiska vinterspelen 2002 i Salt Lake City efter att Johann Mühlegg diskvalificerats för dopning.
- Thobias Fredriksson, Östersunds SK erhåller Sixten Jernbergpriset

##### VM
- - 1,5 km sprint
- 1 Thobias Fredriksson, Sverige
- 2 Haavard Bjerkeli, Norge
- 3 Tor Arne Hetland, Norge
  - 15 km klassisk stil
- 1 Axel Teichmann, Tyskland
- 2 Jaak Mae, Estland
- 3 Frode Estil, Norge
  - 20 km, jaktstart (10 km klassisk + 10 km fri stil)
- 1 Per Elofsson, Sverige
- 2 Tore Ruud Hofstad, Norge
- 3 Jörgen Brink, Sverige
  - 30 km klassisk stil
- 1 Thomas Alsgaard, Norge
- 2 Anders Aukland, Norge
- 3 Frode Estil, Norge
  - 50 km fri stil
- 1 Martin Koukal, Tjeckien
- 2 Anders Södergren, Sverige
- 3 Jörgen Brink, Sverige
  - Stafett 4 x 10 km
- 1 Norge (Anders Aukland, Frode Estil, Tore Ruud Hofstad och Thomas Alsgaard)
- 2 Tyskland (Jens Filbrich, Andreas Schlütter, René Sommerfeldt & Axel Teichmann)
- 3 Sverige (Anders Södergren, Mathias Fredriksson, Per Elofsson & Jörgen Brink)
  - Nordisk kombination sprint, individuellt (Backe K120 + 7,5 km fri stil)
- 1 Johnny Spillane, USA
- 2 Ronny Ackermann, Tyskland
- 3 Felix Gottwald, Österrike
  - Nordisk kombination, individuellt (Backe K95 + 15 km fri stil)
- 1 Ronny Ackermann, Tyskland
- 2 Felix Gottwald, Österrike
- 3 Samppa Lajunen, Finland
  - Nordisk kombination, lag (Backe K95 + 4 x 5 km fri stil)
- 1 Österrike (Michael Gruber, Wilhelm Denifl, Christoph Bieler & Felix Gottwald)
- 2 Tyskland (Thorsten Schmitt, Georg Hettich, Björn Kircheisen & Ronny Ackermann)
- 3 Finland (Hannu Manninen, Jouni Kaitainen, Jaakko Tallus & Samppa Lajunen )
  - Backhoppning, individuellt K95.
- 1 Adam Małysz, Polen
- 2 Tommy Ingebrigtsen, Norge
- 3 Noriaki Kasai, Japan
  - Backhoppning, individuellt K120.
- 1 Adam Małysz, Polen
- 2 Matti Hautamäki, Finland
- 3 Noriaki Kasai, Japan
  - Backhoppning, lag K120.
- 1 Finland (Janne Ahonen, Tami Kiuru, Arttu Lappi & Matti Hautamäki)
- 2 Japan (Kazuyoshi Funaki, Akira Higashi, Hideharu Miyahira & Noriaki Kasai)
- 3 Norge (Tommy Ingebrigtsen, Lars Bystøl, Sigurd Pettersen & Bjørn Einar Romøren)

##### Världscupen
- 1 Mathias Fredriksson, Sverige
- 2 René Sommerfeldt, Tyskland
- 3 Jörgen Brink, Sverige

###### Sprint
- 1 Thobias Fredriksson, Sverige
- 2 Tor Arne Hetland, Norge
- 3 Lauri Pyykkönen, Finland

##### SM
- 15 km (F) vinns av Per Elofsson, IFK Umeå. Lagtävlingen vinns av IFK Umeå
- 30 km (K) vinns av Mathias Fredriksson, Östersunds SK. Lagtävlingen vinns av Östersunds SK.
- 50 km (K) vinns av Mathias Fredriksson, Östersunds SK. Lagtävlingen vinns av Östersunds SK.
- Jaktstart (10 km K + 15 km F) vinns av Mathias Fredriksson, Östersunds SK. Lagtävlingen vinns av Östersunds SK.
- Stafett 3 x 10 km (K) vinns av Östersunds SK med laget  Jerry Ahrlin, Anders Södergren och Thobias Fredriksson .
- Sprint (K) vinns av Thobias Fredriksson, Östersunds SK.

#### Damer

##### VM
- - 1,5 km sprint
- 1 Marit Bjørgen, Norge
- 2 Claudia Künzel, Tyskland
- 3 Hilde G. Pedersen, Norge
  - 10 km jaktstart (5 km klassisk stil + 5 km fri stil)
- 1 Kristina Šmigun, Estland
- 2 Evi Sachenbacher, Tyskland
- 3 Olga Savjalova, Ryssland
  - 10 km klassisk stil
- 1 Bente Skari, Norge
- 2 Kristina Šmigun, Estland
- 3 Hilde G. Pedersen, Norge
  - 15 km klassisk stil
- 1 Bente Skari, Norge
- 2 Kristina Šmigun, Estland
- 3 Olga Savjalova, Ryssland
  - 30 km fri stil
- 1 Olga Savjalova, Ryssland
- 2 Jelena Buruchina, Ryssland
- 3 Kristina Šmigun, Estland
  - Stafett 4 x 5 km
- 1 Tyskland (Manuela Henkel, Viola Bauer, Claudia Künzel & Evi Sachenbacher)
- 2 Norge (Anita Moen, Marit Bjørgen, Hilde G Pedersen & Vibeke Skofterud)
- 3  Ryssland (Natalja Korosteleva, Olga Savjalova, Jelena Buruchina &  Nina Gavriljuk)

##### Världscupen
- 1 Bente Skari, Norge
- 2 Kristina Šmigun, Estland
- 3 Gabriella Paruzzi, Italien

###### Sprint
- 1 Marit Bjørgen, Norge
- 2 Bente Skari, Norge
- 3 Pirjo Manninen, Finland

### Skidskytte

#### Herrar

##### VM
- Sprint 10 km
  - 1 Ole Einar Bjørndalen, Norge
  - 2 Ricco Gross, Tyskland
  - 3 Zdeněk Vitek, Tjeckien
- Jaktstart 12,5 km
  - 1 Ricco Gross, Tyskland
  - 2 Halvard Hanevold, Norge
  - 3 Paavo Puurunen, Finland
- Masstart 15 km
  - 1 Ole Einar Bjørndalen, Norge
  - 2 Sven Fischer, Tyskland
  - 3 Raphaël Poirée, Frankrike
- Distans 20 km
  - 1 Halvard Hanevold, Norge
  - 2 Vesa Hietalahti, Finland
  - 3 Ricco Gross, Tyskland
- Stafett 4 x 7,5 km
  - 1 Tyskland – Peter Sendel, Sven Fischer, Ricco Gross & Frank Luck
  - 2 Ryssland – Viktor Majgurov, Pavel Rostovtsev, Sergej Rosjkov & Sergej Tjepikov
  - 3 Vitryssland – Aleksej Ajdarov, Vladimir Dratsjev, Rustam Valijulin & Oleg Rysjenkov

##### Världscupen
- 1 Ole Einar Bjørndalen, Norge
- 2 Vladimir Dratsjev, Vitryssland
- 3 Ricco Gross, Tyskland

#### Damer

##### VM
- Sprint 7,5 km
  - 1 Sylvie Becaert, Frankrike
  - 2 Olena Petrova, Ukraina
  - 3 Kateřina Holubcová, Tjeckien
- Jaktstart 10 km
  - 1 Martina Glagow, Tyskland
  - 1 Sandrine Bailly, Frankrike
  - 3 Svetlana Isjmouratova, Ryssland
- Masstart 12,5 km
  - 1 Albina Achatova, Ryssland
  - 2 Svetlana Isjmouratova, Ryssland
  - 3 Sandrine Bailly, Frankrike
- Distans 15 km
  - 1 Kateřina Holubcová, Tjeckien
  - 2 Olena Zubrilova, Vitryssland
  - 3 Gunn Margit Andreassen, Norge
- Stafett 4 x 7,5 km
  - 1 Ryssland – Albina Achatova, Svetlana Isjmouratova, Galina Koukleva & Olga Pyljova
  - 2 Ukraina – Oksana Chvostenko, Irina Merkusjina, Oksana Jakovleva & Olena Petrova
  - 3 Tyskland – Simone Denkinger, Uschi Disl, Kati Wilhelm, & Martina Glagow

### Tennis

#### Herrar
- 13 juli - Mariano Zabaleta, Argentina vinner Swedish Open.[43]

##### Tennisens Grand Slam
- Australiska öppna - Andre Agassi, USA
- 8 juni - Juan Carlos Ferrero, Spanien besegrar Martin Verkerk, Nederländerna med 3-0 i set i finalen av Franska öppna.[1]
- Franska öppna - Juan Carlos Ferrero, Spanien
- Wimbledon - Roger Federer, Schweiz
- US Open - Andy Roddick, USA

#### Damer

##### Tennisens Grand Slam
- 25 januari - Serena Williams, USA vinner Australiska öppna genom att finalslå sin syster Venus Williams, USA.[1]
- 7 juni - Justine Henin-Hardenne, Belgien besegrar Kim Clijsters, Belgien med 2-0 i set i finalen av Franska öppna.[1]
- 5 juli - Serena Williams, USA vinner Wimbledonmästerskapen genom att finalslå sin syster Venus Williams, USA med 2-1 i set.[1]
- US Open - Justine Henin-Hardenne, Belgien
- 23 november - Frankrike vinner Fed Cup genom att finalbesegra USA med 4-1 i Moskva.[44]

### Tyngdlyftning
- 5 december, Sverige - Anna Olsson tar VM-guld i styrkelyft, damer bänkpress i Trenčin, Slovakien. Hon vinner på 120 kg, tangerat världsrekord, och mindre kroppsvikt än tvåan.

### Volleyboll
- 14 september - Italien vinner herrarnas Europamästerskap genom att finalslå Frankrike med 3-2 i Berlin.[45]
- 28 september - Polen vinner damernas Europamästerskap genom att finalslå Turkiet med 3-0 i Ankara.[46]

## Avlidna

### Första kvartalet
- 15 januari - Vivi-Anne Hultén, svensk konståkare.
- 26 januari - Valerij Brumel, rysk höjdhoppare.

### Tredje kvartalet
- 11 augusti - Herb Brooks, amerikansk ishockeytränare.
- 14 augusti - Helmut Rahn, tysk fotbollsspelare, anfallare.
- 7 september - Bengt Grive, svensk f.d. bordtennisspelare, tv-sportkommentator.
- 10 september - Lennart Ottordahl, svensk f.d. fotbollsspelare och fotbollstränare.
- 28 september - Olle Anderberg, svensk f.d. brottare.

### Fjärde kvartalet
- 3 oktober - Gustav Sjöberg, legendarisk fotbollsmålvakt.
- 5 oktober - Dan Snyder, kanadensisk professionell ishockeyspelare,  sex dagar efter en bilkrasch med kollegan Dany Heatley.
- 10 oktober - Gösta 'Pollenkungen' Carlsson, skånsk företagare och eldsjäl bakom Rögle BK.
- 22 oktober - Tony Renna, amerikansk Indycarförare, avled efter en krasch på Indianapolis Motor Speedway, USA.
- 25 oktober - Veikko Hakulinen, finländsk längdskidåkare.
- 30 oktober - Börje Leander, svensk fotbollsspelare.

### Fotnoter
1. 1 2 3 4 5 6 7 8 9 10 11 12 13 14 15 16 17 18 19 20 21 22 23 24 25 26 27 28 29 30 31 32 33 34 35 36 37 38 39 40 41 42 43 44 45 46 47 48 49 50 51 52 53 54 55 56 57 58   När Var Hur 2004. DN
2. 1 2 3 4 5 6 7 8 9 10 11 12   När Var Hur 2005. DN
3. ↑  Erik Jonsson (15 mars 2003). ”2000–2009”. Svenska Bandyförbundet. https://www.svenskbandy.se/BANDYFINALEN/HISTORIK/Svenskamastare/Damer/2000-2009/. Läst 18 mars 2020.
4. ↑  Jimmy Andersson. ”Damallsvenskan och slutspel 02/03”. Jimbo Bandy. Arkiverad från originalet den 1 april 2016. https://web.archive.org/web/20160401134656/http://www.jimbobandy.nu/2000/03_damallsvenskan.html. Läst 20 augusti 2011.
5. ↑  Erik Jonsson (16 mars 2003). ”2000–2009”. Svenska Bandyförbundet. https://www.svenskbandy.se/BANDYFINALEN/HISTORIK/Svenskamastare/Herrar/2000-2009/. Läst 18 mars 2020.
6. ↑  Jimmy Andersson. ”Slutspelet 2002/03”. Jimbo Bandy. Arkiverad från originalet den 1 april 2016. https://web.archive.org/web/20160401134701/http://www.jimbobandy.nu/2000/03_slut.html. Läst 20 augusti 2011.
7. ↑  ”World Championship 2002/03”. Bandysidan. http://www.bandysidan.nu/event.php?EVID=6. Läst 20 augusti 2011.
8. ↑  ”Information om Edsbyn Arena”. Edsbyn Arena. http://edsbynarena.se/om-arenabolaget/. Läst 20 augusti 2011.
9. ↑  ”World Cup 2003/04”. Bandysidan. http://www.bandysidan.nu/event.php?EVID=4. Läst 20 augusti 2011.
10. ↑  ”FIB History” (på engelska). International Bandy Federation. https://www.worldbandy.com/about-fib/. Läst 21 augusti 2011.
11. ↑  ”2003 World Series” (på engelska). Baseball-Reference.com. http://www.baseball-reference.com/postseason/2003_WS.shtml. Läst 25 juni 2015.
12. ↑  ”Basketball Reference”. http://www.basketball-reference.com/leagues/NBA_2003_games.html. Läst 25 augusti 2011.
13. ↑  ”Sport Statistics”. Arkiverad från originalet den 18 juni 2011. https://web.archive.org/web/20110618003643/http://www.todor66.com/basketball/Europe/Men_2003.html. Läst 24 augusti 2011.
14. ↑  ”Sport Statistics”. http://todor66.com/basketball/Europe/Women_2003.html. Läst 24 augusti 2011.
15. ↑  ”England FA Challenge Cup 2002-2003” (på engelska). RSSSF. http://www.rsssf.com/tablese/engcup03.html. Läst 19 augusti 2012.
16. 1 2  ”UEFA European Competitions 2002-03” (på engelska). RSSSF. http://www.rsssf.com/ec/ec200203.html. Läst 16 augusti 2011.
17. ↑  ”UEFA Club Championship (Women) 2002/03” (på engelska). RSSSF. http://www.rsssf.com/ec/ec-wom03.html. Läst 16 augusti 2011.
18. ↑  ”AIK:s Money tror på hårt isländskt motstånd” (på svenska). Dagens Nyheter. 14 augusti 2003. https://www.dn.se/sport/aiks-money-tror-pa-hart-islandskt-motstand/. Läst 12 augusti 2011.
19. ↑  ”FIFA/Confederations Cup 2003” (på engelska). RSSSF. http://www.rsssf.com/tablesi/intconcup.html#03. Läst 16 augusti 2011.
20. ↑  ”Women's World Cup 2003” (på engelska). RSSSF. http://www.rsssf.com/tablesw/wwc03f.html. Läst 12 augusti 2011.
21. ↑  ”Sweden 2003” (på engelska). RSSSF. http://www.rsssf.com/tablesz/zwed03.html. Läst 23 mars 2020.
22. 1 2  ”Sweden (Women) 2003” (på engelska). RSSSF. http://www.rsssf.com/tablesz/zwed-wom03.html. Läst 16 augusti 2011.
23. ↑  ”Sweden Cup 2003” (på engelska). RSSSF. http://www.rsssf.com/tablesz/zwedcup03.html. Läst 16 augusti 2011.
24. ↑  Jimmy Lindahl (4 mars 2005). ”Svenska cupen – finalmatcher”. Bolletinen. http://www.bolletinen.se/sfs/pdf/stat_h_allsvens_1941_2005_stat_herr_cupen_finalmatcher.pdf. Läst 21 augusti 2012.
25. ↑  Jimmy Lindahl (4 mars 2005). ”Svenska cupen för damer”. Bolletinen. http://www.bolletinen.se/sfs/pdf/stat_d_lanslag_19981_2005_sv_cup_damer.pdf. Läst 21 augusti 2012.
26. ↑  ”2000” (på portugisiska). Sylvesterloppet. Arkiverad från originalet den 1 mars 2014. https://web.archive.org/web/20140301034122/http://www.saosilvestre.com.br/2000. Läst 19 augusti 2012.
27. ↑  ”Boston Marathon”. Arkiverad från originalet den 27 april 2015. https://web.archive.org/web/20150427035419/http://www.baa.org/races/boston-marathon/boston-marathon-history/past-champions/past-mens-open-champions.aspx. Läst 9 april 2011.
28. ↑  ”Boston Marathon”. Arkiverad från originalet den 7 mars 2012. https://web.archive.org/web/20120307073943/http://www.baa.org/races/boston-marathon/boston-marathon-history/past-champions/past-womens-open-champions.aspx. Läst 9 april 2011.
29. ↑  ”Sport Statistics”. Arkiverad från originalet den 24 augusti 2011. https://web.archive.org/web/20110824150632/http://www.todor66.com/handball/World/Men_2003.html. Läst 23 augusti 2011.
30. ↑  ”Sport Statistics”. Arkiverad från originalet den 24 augusti 2011. https://web.archive.org/web/20110824150850/http://www.todor66.com/handball/World/Women_2003.html. Läst 23 augusti 2011.
31. ↑  ”SM-slutspel herrar 2002/03”. Svenska Innebandyförbundet. Arkiverad från originalet den 15 december 2011. https://web.archive.org/web/20111215205311/http://www.innebandy.se/sv/StatistikHistorik/Statistik-och-rekord-herrar-elit/SM-slutspel-genom-tiderna-herrar1/200203/. Läst 22 augusti 2011.
32. ↑  ”SM-slutspel damer 2002/03”. Svenska Innebandyförbundet. Arkiverad från originalet den 15 december 2011. https://web.archive.org/web/20111215195946/http://www.innebandy.se/sv/StatistikHistorik/Statistik-och-rekord-damer-elit/SM-slutspel-genom-tiderna-damer1/200203/. Läst 22 augusti 2011.
33. ↑  ”Women's 4th World Championships” (på engelska). International Floorball Federation. Arkiverad från originalet den 12 september 2011. https://web.archive.org/web/20110912091829/http://www.floorball.org/default.asp?sivu=5&alasivu=347&kieli=826. Läst 22 augusti 2011.
34. 1 2 3  ”Datum i innebandyhistorien”. Svenska Innebandyförbundet. Arkiverad från originalet den 15 maj 2021. https://web.archive.org/web/20210515132333/https://epiadmin.innebandy.se/sv/StatistikHistorik/Datum-i-innebandyhistorien/. Läst 22 augusti 2011.
35. ↑  ”Championnat du monde 2003 des moins de 20 ans” (på franska). Hockey Archives. 5 januari 2003. https://www.hockeyarchives.info/U-20_2003.htm. Läst 9 september 2012.
36. ↑  ”Championnats du Monde féminins 2003” (på franska). Hockey Archives. 3 april 2003. https://www.hockeyarchives.info/mondefem2003.htm. Läst 15 augusti 2011.
37. ↑  ”Championnat de Suède 2002/03” (på franska). Hockey Archives. 7 april 2003. https://www.hockeyarchives.info/Suede2003.htm. Läst 15 augusti 2011.
38. ↑  ”Championnats du Monde 2003” (på franska). Hockey Archives. 11 maj 2003. https://www.hockeyarchives.info/mondial2003.htm. Läst 15 augusti 2011.
39. ↑  ”NHL 2002/03” (på franska). Hockey Archives. 9 juni 2003. https://www.hockeyarchives.info/NHL2003.htm. Läst 15 augusti 2011.
40. ↑  ”TV-pucken 2003”. Svenska Ishockeyförbundet. 12 oktober 2003. https://www.swehockey.se/globalassets/svenska-ishockeyforbundet/tavling/tv-puckens-historik/tv-pucken_2003-2004.pdf. Läst 17 mars 2020.
41. ↑  ”World Orienteering Championships 2003” (på engelska). Arkiverad från originalet den 20 september 2012. https://web.archive.org/web/20120920090215/http://orienteering.org/events/?event_id=34. Läst 20 augusti 2012.
42. 1 2  ”Historiska segrare”. Vasaloppet. Arkiverad från originalet den 22 mars 2020. https://web.archive.org/web/20200322121012/https://www.vasaloppet.se/wp-content/uploads/sites/1/2019/09/historiska_segrare_vasaloppet_sve_2019-09-18.pdf. Läst 5 september 2011.
43. ↑  ”Davis Cup”. http://www.daviscup.com/en/results/tie/details.aspx?tieId=100004093. Läst 20 augusti 2011.
44. ↑  ”Fed Cup”. Arkiverad från originalet den 1 oktober 2012. https://web.archive.org/web/20121001061840/http://www.fedcup.com/en/results/tie/details.aspx?tieId=100004126. Läst 21 augusti 2011.
45. ↑  ”Sport Statistics”. Arkiverad från originalet den 26 juni 2015. https://web.archive.org/web/20150626140232/http://todor66.com/volleyball/Europe/Men_2003.html. Läst 24 augusti 2011.
46. ↑  ”Sport Statistics”. Arkiverad från originalet den 22 juni 2015. https://web.archive.org/web/20150622142845/http://todor66.com/volleyball/Europe/Women_2003.html. Läst 24 augusti 2011.